# Фидель, Рувим Абрамович
Рувим Абрамович Фидель (28 мая 1929, Верхнеудинск, Монголо-Бурятская автономная область, РСФСР — 29 июля 2001, Белгород, Россия) — советский и российский горный инженер, учёный и изобретатель, первый главный инженер Лебединского ГОКа, лауреат Государственной премии СССР (1967) и Премии Совета министров СССР (1989), внесший значительный вклад в освоение железорудных месторождений Курской Магнитной Аномалии.

## Биография
Рувим Абрамович Фидель родился 28 мая 1929 года в городе Верхнеудинск (с 1934 г. переименован в Улан-Удэ).
После окончания Казахского горно-металлургического института в Алма-Ате в 1951 году был направлен на работу на Канский рудник в Баткенской области Киргизской ССР, где начал трудиться начальником горного цеха.
В 1959-1972 годах работал в Губкине на Комбинате "КМАруда". В 1959 году начальником Лебединского рудника комбината КМАруда Шумейко Николаем Михайловичем был назначен ответственным за организацию и проведение первого промышленного взрыва, который был успешно проведён 26 декабря 1959 года. Тогда на Лебединском руднике была добыта первая богатая руда. На Комбинате "КМАруда" занимался руководством проходки ствола №1 Лебединского рудника, затем служил главным инженером подземного дренажного комплекса, а затем начальником Лебединского карьера Комбината "КМАруда", главным инженером рудоуправления, начальником Лебединского рудника, и в конце-концов в 1968 году стал главным инженером Комбината "КМАруда".
При непосредственном участии Рувима Абрамовича Фиделя в 60-е годы была решена задача строительства Лебединского рудника, где был впервые применён изобретённый при его участии гидромеханизированный способ разработки вскрышных пород. Суть инновации заключалась в том, что вода собиралась в чаше карьера, и в ней было создано большое озеро, оборудованное мощными насосами. Насосы качали воду из озера и создаваемой ими мощной струёй воды можно было разбивать горные породы, превращавшиеся в жижу, которая после высыхания становилась песком. За внедрение этой технологии в 1967 году вместе с Василием Михайловичем Кисловым, Иваном Яковлевичем Грищуком, Евгением Петровичем Писанцом, Андреем Григорьевичем Поповым, Иосифом Исааковичем Шифриным, Сергеем Федоровичем Борисовым и др. он был удостоен звания Лауреата Государственной премии СССР.
После ввода в эксплуатацию в 1971 Лебединского кварцитного карьера и его передачи от Комбината "КМАруда" в состав строящегося Лебединского ГОКа (ЛГОКа) в 1978 году, в 1972-1980 годах работал заместителем директора ЛГОКа Карпова Валерия Валентиновича по производству, а затем стал первым главным инженером Лебединского ГОКа. Внедренные Фиделем и его коллегами на этапе становления Лебединского рудника в 1950-60-е г.г. новые нестандартные передовые технические решения обеспечили успех его разработки. На дальнейших этапах развития Лебединского карьера ЛГОКа в 1970-х г.г. Р.А. Фидель внёс свой значительный вклад и предопределил развитие и облик карьера ЛГОКа на десятилетия вперед удачными инженерными решениями, касающимися технологии его разработки, за что в горняцком профессиональном сообществе считается одним из "отцов-основателей" современного ЛГОКа.
С 1980 года работал в институте "Центргипроруда" Министерства черной металлургии СССР (Белгород) сначала главным инженером, а затем техническим директором института. Работая в "Центргипроруде", Фидель внес свой вклад не только в разработку и внедрение на предприятиях черной металлургии СССР и России передовых технологий и оборудования, но также и в разработку способов рационального использования недр и охрану окружающей среды.
Рувим Абрамович Фидель умер 29 июля 2001 года, похоронен в городе Белгород.

## Научная деятельность
В 1972 году защитил кандидатскую диссертацию на тему "Исследование технологии вскрышных работ с предварительным осушением". Кандидат технических наук.
Автор и соавтор 12 изобретений, в частности гидромеханизированного способа разработки вскрышных пород, и 25 других научных трудов.

## Награды и звания
За внедрение новых высокоэффективных технологий при строительстве Лебединского рудника в 1967 году был удостоен Государственной премии СССР.
Удостоен звания Лауреата Премии Совета Министров СССР в 1989 году за вклад в работу по разработке и внедрении на горных предприятиях технологии формирования гидроотвалов, обеспечивающей повышение их емкости, ускорение водооборота и сокращения сроков возврата намывных территорий для последующего использования в народном хозяйстве.
Награждён орденом Трудового Красного Знамени, орденом Знак Почёта (1966), знаком «Шахтёрская Слава» II и III степени, другими государственными и ведомственными наградами.

## Основные изобретения
- Авторское свидетельство СССР №354891, МПК B0213/26. Скребковое устройство ударной дробилки: №1600175/29-33: заявл. 03.12.70: опубл. 16.10.72 / Фидель Р.А., Провоторов А.В., Горбулев А.В., Израйлев И.Ф., Шиитов Е.А.
- Авторское свидетельство СССР №408887, МПК B65G65/28. Устройство для формирования штабеля сыпучего материала: №1691318/27-11: заявл. 26.08.71: опубл. 30.11.72 / Зарайский В.Н., Триггер Л.М., Базилевич С.В., Фидель Р.А., Правоторов А.В.
- Авторское свидетельство СССР №712501, МПК Е21С41/02. Способ открытой разработки месторождений полезных ископаемых: №26448070/22-03: заявл. 24.07.78: опубл. 30.01.80 / Пахомов Е.М., Фидель Р.А., Романченко В.К., Шавинский Г.В.
- Авторское свидетельство СССР №800200, МПК С22B11/234. Шихта для получения окатышей: №2833416/22-02: заявл. 26.12.78: опубл. 30.01.81 / Салыкин А.А., Селезнев В.Н., Карпов В.В., Фидель Р.А., Балес А.А., Вишневский М.Л.
- Авторское свидетельство СССР №870469, МПК C22B1/24. Способ обжига железорудных окатышей: №2797715/22-02: заявл. 16.07.79: опубл. 07.10.81 / Мятлин В.М., Колотов А.Д., Белоцерковский Я.Л., Евстюгин С.Н., Тверитин В.А., Журавлев Ф.М., Мерлин А.В., Фидель Р.А., Герасимов А.М., Семенов А.А., Кудрин Ю.П.
- Авторское свидетельство СССР №880832, МПК B61D3/04. Полувагон для перевозки сыпучих грузов: №2866250/27-11: заявл. 09.01.80: опубл. 15.11.81 / Семенов Г.М., Бабаянц Г.М., Фидель Р.А., Иголкин А.И., Перцев А.Н., Малахов Е.К., Кашина Л.И.
- Авторское свидетельство СССР №1039944, МПК C09K3/10. Материал для подготовки вагонов к транспортированию горячих сыпучих грузов и способ его приготовления: №3358325/23-26: заявл. 07.08.81: опубл. 07.08.82 / Борщевский Н.А., Фидель Р.А., Семенов Г.М., Бабаянц Г.М., Иголкин А.И., Перцев А.Н., Щупановский В.Ф., Берлизов В.В., Блинов В.Ф., Мирошников В.И., Легенькая Г.С., Малахов Е.К.